# Petaloconchus apakadikike
Petaloconchus apakadikike is een slakkensoort uit de familie van de Vermetidae. De wetenschappelijke naam van de soort is voor het eerst geldig gepubliceerd in 2007 door Kelly.